# Autostrada AP-66 (Hiszpania)
Autostrada AP-66 (hiszp. Autopista AP-66), także Autopista Ruta de la Plata – autostrada w Hiszpanii przebiegająca przez teren wspólnot autonomicznych Kastylia i León i Asturia.
Autostrada rozpoczyna się w gminie Lena, na południe od Oviedo i kończy się w La Virgen del Camino (gmina Valverde de la Virgen) w okolicach León. Autostrada jest częścią trasy łączącej wybrzeże Zatoki Biskajskiej z Sewillą. Za przejazd drogą pobierana jest opłata, a koncesjonariuszem jest Itínere.